# Place Anny-Flore
La place Anny Flore est une voie située dans le 17e arrondissement de Paris, en France.

## Situation et accès
La place est située à l'intersection du boulevard Gouvion-Saint-Cyr et de la rue Ruhmkorff.

## Origine du nom
La voie porte son nom en hommage à Anny Flore (1912-1985), chanteuse et actrice française.

## Historique
Par délibération des 15, 16 et 17 novembre 2022 l'espace situé à l'intersection du boulevard Gouvion-Saint-Cyr et de la rue Ruhmkorff prend la dénomination de « place Anny-Flore ».